# Sacramento Kings 1988-1989
La stagione 1988-89 dei Sacramento Kings fu la 40ª nella NBA per la franchigia.
I Sacramento Kings arrivarono sesti nella Midwest Division della Western Conference con un record di 27-55, non qualificandosi per i play-off.

## Roster
| N° | Naz.                   | Ruolo | Sportivo         | Anno | Alt. | Peso |
| -- | ---------------------- | ----- | ---------------- | ---- | ---- | ---- |
| 2  | Stati Uniti (bandiera) | G     | Michael Jackson  | 1964 | 188  | 83   |
| 7  | Stati Uniti (bandiera) | G     | Danny Ainge      | 1959 | 193  | 79   |
| 10 | Stati Uniti (bandiera) | GA    | Randy Wittman    | 1959 | 198  | 95   |
| 15 | Stati Uniti (bandiera) | G     | Vinny Del Negro  | 1966 | 193  | 84   |
| 18 | Stati Uniti (bandiera) | GA    | Derek Smith      | 1961 | 198  | 93   |
| 21 | Stati Uniti (bandiera) | GA    | Harold Pressley  | 1963 | 201  | 95   |
| 22 | Stati Uniti (bandiera) | GA    | Rodney McCray    | 1961 | 201  | 100  |
| 23 | Stati Uniti (bandiera) | AC    | Wayman Tisdale   | 1964 | 206  | 109  |
| 30 | Stati Uniti (bandiera) | G     | Kenny Smith      | 1965 | 191  | 77   |
| 33 | Stati Uniti (bandiera) | A     | Randy Allen      | 1965 | 203  | 100  |
| 34 | Stati Uniti (bandiera) | A     | Ricky Berry      | 1964 | 203  | 93   |
| 35 | Stati Uniti (bandiera) | C     | Joe Kleine       | 1962 | 211  | 116  |
| 41 | Stati Uniti (bandiera) | AC    | LaSalle Thompson | 1961 | 208  | 111  |
| 43 | Stati Uniti (bandiera) | AC    | Jim Petersen     | 1962 | 208  | 107  |
| 50 | Stati Uniti (bandiera) | C     | Ben Gillery      | 1965 | 213  | 107  |
| 54 | Stati Uniti (bandiera) | AC    | Brad Lohaus      | 1964 | 211  | 104  |
| 54 | Stati Uniti (bandiera) | A     | Ed Pinckney      | 1963 | 206  | 88   |

## Staff tecnico
- Allenatore: Jerry Reynolds
- Vice-allenatori: Phil Johnson (fino all'11 dicembre), Herman Kull (dal 12 dicembre)
- Preparatore atletico: Bill Jones